# Alessandra Cappellotto
Alessandra Cappellotto (Sarcedo, 27 augustus 1968) is een voormalig professioneel wielrenster uit Italië. Ze vertegenwoordigde haar vaderland tweemaal bij de Olympische Spelen: in 1996 en 2000. Cappellotto won in 1997 de wereldtitel op de weg. Ze is de oudere zus van Valeria Cappellotto (1970), die eveneens actief was als wielrenster.

## Erelijst
1992
- 2e in 2e etappe Grande Boucle Féminine Internationale

1993
- 3e in Wereldkampioenschappen, 50 km ploegentijdrit, Elite

1994
- 2e in Italiaanse kampioenschappen, wegwedstrijd, Elite

1995
- 1e in 1e etappe Giro d'Italia Donne
- 2e in Italiaanse kampioenschappen, wegwedstrijd, Elite
- 6e in 1e etappe Grande Boucle Féminine Internationale
- 9e in Grande Boucle Féminine Internationale

1996
- 3e in Italiaanse kampioenschappen, wegwedstrijd, Elite
- 3e in Wereldkampioenschappen, individuele tijdrit, Elite
- 2e in Eindklassement Giro d'Italia Donne
- 2e in Eindklassement Giro del Trentino Alto Adige - Südtirol
- 2e in Eindklassement Masters Féminin
- 2e in Chrono Champenois - Trophée Européen
- 7e in Olympische Spelen, wegwedstrijd, Elite

1997
- 7e in Eindklassement Giro d'Italia Donne
- 2e in Eindklassement Emakumeen Bira
- 2e in Italiaanse kampioenschappen, wegwedstrijd, Elite
- 1e in Eindklassement Thüringen-Rundfahrt der Frauen
- 1e in  Wereldkampioenschappen, wegwedstrijd, Elite
- 1e in Chrono Champenois - Trophée Européen

1998
- 2e in Eindklassement Wereldbeker
- 1e in Trophée International de Saint-Amand-Montrond
- 7e in Eindklassement Giro d'Italia Donne
- 3e in Eindklassement Grande Boucle Féminine Internationale

2000
- 1e in 14e etappe Grande Boucle Féminine Internationale
- 2e in 6e etappe deel a Giro d'Italia Donne
- 3e in 7e etappe Giro d'Italia Donne
- 3e in 8e etappe Giro d'Italia Donne
- 1e in 9e etappe Giro d'Italia Donne
- 1e in 12e etappe deel a Giro d'Italia Donne
- 2e in Eindklassement Giro d'Italia Donne
- 15e in Olympische Spelen, wegwedstrijd, Elite

2001
- 1e in  Italiaanse kampioenschappen, individuele tijdrit, Elite

2002
- 1e in Gran Prix International Dottignies
- 3e in 3e etappe deel a Giro della Toscana Int. Femminile

2003
- 1e in  Italiaanse kampioenschappen, wegwedstrijd, Elite

2004
- 3e in Italiaanse kampioenschappen, wegwedstrijd, Elite

## Ploegen
- 1999 — Gas Sport Team (Italië)
- 2000 — Gas Sport Team (Italië)
- 2001 — Gas Sport Team (Italië)
- 2002 — Power Plate- Bik (Nederland)
- 2004 — USC Chirio Forno d'Asolo (Italië)